# خسیس (نمایشنامه)
خسیس (به فرانسوی: L'Avare) نام مشهورترین نمایشنامهٔ ژان باتیست پوکلن متخلص به مولیر، درام‌نویس فرانسوی است.
در خسیس مولیر، طنز را چاشنی حرص و طمع زشت یک انسان (هارپاگون) قرار می‌دهد به طوری که در طول داستان دیالوگ‌های هارپاگون در عین اینکه خنده را با ما همراه می‌کند، نفرت خواننده را به این شخصیت بیشتر می‌کند.اشخاصی مال دوست که عشق خود را با پول تقسیم می‌کنند.

## خلاصهٔ داستان
قهرمان داستان مرد ثروتمندی است بنام هارپاگون که زن او مرده، پسری بنام کلئانت و دختری به اسم الیز دارد. او به شدت پول به جانش بسته‌است تا حدی که پول خود را در زیر خاک پنهان می‌کند و روزانه چند مرتبه به آن سر می‌زند زیرا اعتقاد دارد، بهترین طعمه برای جلب دزدها، صندوق‌های آهنی است و اولین چیزی هم که مورد دستبردشان واقع می‌شود گاوصندوق است، همچنین دختر خود را به مردی می‌دهد که جهاز نخواهد.
پسرش کلئانت عاشق دختری به نام ماریان می‌شود که حاضر است در صورت توافق نکردن پدرش با این ازدواج با ماریان به کشور دیگری سفر کند و با پول کمی زندگی کند ولی قبل از اینکه جریان ازدواج خود را با پدرش در میان بگذارد متوجه می‌شود پدرش هم می‌خواهد با ماریان ازدواج کند.
الیز هم عاشق والر است و برای اینکه پدرش والر را به دامادی بپذیرد، والر در نقش مستخدم وارد خانه هارپاگون می‌شود تا نظر او را جلب کند.
نوکر کلئانت لافلش به‌طور اتفاقی صندوق پولی که هارپاگون در باغ چال کرده بود را مییابد و کلئانت را باخبر میکند تا آن صندوق را در جایی پنهان کنند. هارپاگون بعد از مراجعه به پیش صندوق آن را نمی یابد و می فهمد که صندوق ربوده شده است. هارپاگون به داروغه اطلاع میدهد تا آن صندوق را بیابد. اما کلئانت از پدرش درخواست میکند تا با ازدواج خودش با ماریان موافقت کند تا صندوقچه را به او برگرداند. از طرف دیگر مشخص می‌شود والر و ماریان، خواهر و برادر هستند و مردی که برای مسئله کاری نزد هارپاگون آمده بود، پدرشان است؛ سپس خواجه آنسلم (پدر ماریان و والر) تمام مخارج ازدواج را که هارپاگون بر عهده نگرفت، بر عهده می‌گیرد. در پایان کلئانت به ماریان، الیز به والر و هارپاگون به صندوقچه خود می‌رسند.

## نظرات و انتقادات
با اینکه مولیر بسیاری از نمایشنامه‌های خود را به شعر نوشته بود، خسیس را به نثر نوشت. به همین سبب هموطنانش که معتاد به نمایشنامه‌های منظوم او بودند از تماشای خسیس در بادی امر لذتی نمی‌بردند. همچنین می‌گفتند خسیس تقلیدی از نمایشنامه‌ی آولولاریا (به انگلیسی: Aulularia)از آثار پلوتوس کمدی نویس مشهور رومی است.
روبینه (به فرانسوی: Robinet) در شعری به تمجید از وی پرداخت. لاهارپ (به فرانسوی: Jean-François de La Harpe) شاعر و منتقد فرانسوی در سال ۱۷۹۹ در این باره گفته است:
خسیس از جمله نمایشنامه‌های مولیر است که هم از حیث قصد و نیت نویسنده هم از لحاظ نتیجه حاصل گشته، از تمام نمایشنامه‌های وی خنده‌دارتر است. تنها عیب این نمایشنامه این است که پایان آن به صورت یک داستان و رمان ساختگی و قالبی در می‌آید ولی از این عیب گذشته نمایشنامه‌ای بهتر از این در تصور نمی‌گنجد.
ژان-ژاک روسو فیلسوف معروف در خصوص خسیس گفته است:
البته عیب بزرگیست که انسان خسیس و رباخوار باشد ولی از آن بدتر عیب پسری ست که مال پدرش را بدزدد و احترام لازم را در حق او مرعی ندارد و به صد زبان پدر خود را شماتت کند و وقتی پدرش خشمناک میشود و او را نفرین میکند به طور تمسخر و با لحن طنز و طعن بگوید که از الطاف و مراحم پدرانه بی‌نیاز است. آیا نمایشنامه‌ای که از چنین فرزندی مدح و ثنا نماید در حقیقت مدرسه‌ای برای بداخلاقی نیست؟
گوته حکیم و شاعر آلمانی در سال ۱۸۲۵ در تمجید و ستایش از خسیس گفته است: 
نمایشنامه خسیس که نشان میدهد خست، علاقه و محبت را بین پدر و فرزند از بین میبرد، عظمتی فوق‌العاده و در واقع بی‌نهایت جنبه تراژدی دارد.
بوالو نقاد ادبی فرانسوی به تماشای مکرر خسیس رفت و نوشته‌اند روزی راسین به وی گفته است: اخیراً شما را در تئاتر مولیر دیدم و تنها کسی بودید که می‌خندیدید. بوالو که دریافت راسین باز در صدد نیش و کنایه به مولیر است در جواب گفت: 
من شما را بافهم‌تر از آن میدانم که شما هم نخندیده باشید ولو لااقل خنده باطنی باشد.
ژان روستان فیلسوف معاصر در این باره چنین گفته است: 
در زمینه معنویات در میان آثاری که باقی می‌ماند بعضی از آنها زنده و پر مغز هستند در صورتی که برخی دیگر به صورت فسیلهای زیبایی در می‌آیند که تنها مظهر عهد و دوره مخصوص خود میباشند ولی دیگر جان و روان ندارند. تئاتر مولیر از سنخ این آثار است که قرن‌ها باقی مانده و قرنها باقی خواهد ماند. خوشبخت ملتیست که چنین نویسندگان و هنرمندانی را بپروراند.

## ساختار
۰ نوع: کمدی - گونه: کمدی شخصیت
۰ پرده اول: شامل پنج صحنه
۰ پرده دوم: شامل پنج صحنه
۰ پرده سوم:شامل نه صحنه
۰ پرده چهارم: شامل هفت صحنه
۰ پرده پنجم: شامل شش صحنه

## بخشهایی از نمایشنامه
صحنه سوم از پردهٔ اول

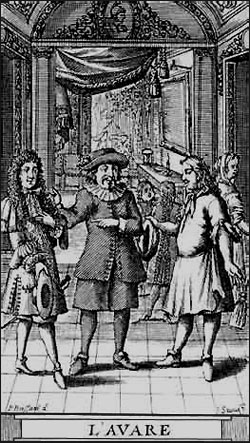
صحنه‌ای از نمایش خسیس

- هارپاگون: لافلش زود برو بیرون، بدون چون و چرا. لافلش، استاد حرامزادگان، حرامی سر گردنه، گورت را گم کن که سزاوار چوبه داری.
-لافلش (با خود می‌گوید): به عمرم آدم به بدجنسی این پیرمرد ندیده بودم. زبانم لال مثل این است که شیطان تو پوستش رفته باشد.
- هارپاگون: چه فضولی می‌کنی.
- لافلش: آخر برای چه مرا بیرون می‌کنید؟
- هارپاگون: این فضولیها بتو پدر سوخته نیامده‌است. لافلش زود برو بیرون و الا له و پهت می‌کنم.
- لافلش: مگر من چه گناهی کرده‌ام؟
- هارپاگون: گناهت این است که دلم می‌خواهد بروی بیرون.
- لافلش: آخر قربان آقا پسرتان سپرده‌اند که منتظرشان باشم.
- هارپاگون: برو در کوچه منتظرش بایست. نمی‌خواهم در خانه من مثل میخ طویله راست بایستی و چشم چرانی و خبر چینی بکنی. دلم نمی‌خواهد مدام یکنفر جاسوس در جلو چشمم باشد، یکنفر آدم خیانتکاری که چشمهای حیزش را به حرکات و سکنات من بدوزد و با چشم بخواهد دار و ندار مرا یکجا ببلعد و هر ساعت و هر دقیقه نگاهش به این طرف و آنطرف باشد که بچه چیزی می‌تواند دستبرد بزند.
- لافلش: سبحان الله، مگر از شما می‌شود چیزی دزدید. مگر شما از آن کسانی هستید که بگذارید کسی یک سر مو از مال شما را برباید. شما دار و ندارتان را پنهان کرده‌اید و شب و روز کشیکش را می‌کشید.
- هارپاگون: من می‌خواهم مال خودم را پنهان بکنم و هر طور دلم می‌خواهد کشیکش را بکشم. واقعاً چشمم روشن که حالا دیگر باید برای نفس‌کشیدن هم جاسوس و مدعی داشته باشم (به خود می‌گوید) مبادا به پول نقدم هم بو برده باشد. (خطاب به لافلش) انشاءالله دیگر نرفته‌ای پیش همسایه‌ها چو بیندازی که من در منزل پول مولی پنهان کرده‌ام.
- لافلش: مگر پولی پنهان کرده‌اید.
- هارپاگون: نه، نمک بحرام، من کی چنین حرفی زدم. (بخود می‌گوید) نزدیک است بترکم. (خطاب به لافلش) فقط پرسیدم که انشاءالله از راه حرامزادگی نرفته‌ای این قبیل حرفها را شایع کرده باشی.
- لافلش: وای، برای ما چه فرقی می‌کند که شما داشته باشید یا نداشته باشید. برای ما بی تفاوت است.
- هارپاگون: حالا دیگر با من یک و دو هم می‌کنی. حقش این است چنان سیلی به بنا گوشت بنوازم که حظ کنی. (دستش را بلند می‌کند که سیلی بزند) باز هم می‌گویم برو گم شو.
- لافلش: خیلی خوب می‌روم بیرون
خسیس، ترجمهٔ محمدعلی جمالزاده (بر اساس متن اصلی کتاب)
ترجمهٔ دیگر از صحنه سوم از پردهٔ اول
-هارپاگون: زود از این‌جا برو و حرف زیادی نزن. زودتر شرت را از خانه من بکن، متقلب دزد، اعدامی!
-لافلش: من آدمی بدجنس‌تر از این پیر مرد لعنتی ندیده‌ام. حتماً شیطان زیر پوستش رفته‌است.
-هارپاگون: زیر لب غرغر می‌کنی؟
-لافلش: چرا مرا بیرون می‌کنید؟
-هارپاگون: دزد طرار، حالا از من دلیل می‌پرسی؟ تا نکشتم ات برو بیرون.
-لافلش: مگر من چه کرده‌ام؟
-هارپاگون: همین است که گفتم، برو بیرون.
-لافلش: پسر شما که ارباب من است به من دستور داده‌است که منتظرش باشم.
-هارپاگون: برو در کوچه منتظرش باش. دیگر در خانهٔ من مثل سیخ راست نایست که همه چیز را تماشا کنی و از همه‌چیز سوء استفاده کنی. من هیچ مایل نیستم روبه‌رویم جاسوس و خائنی را ببینم که چشمهای منحوسش مواظب همهٔ کارهای من است و دار و ندار مرا می‌بلعد و همه‌جا را می‌پاید که چیزی گیر بیاورد و بدزدد.
-لافلش: مگر ممکن است چیزی از شما دزدید؟ شما که همه‌جا را مهر و موم می‌کنید و روز و شب کشیک می‌دهید، مگر مجال دزدی برای کسی می‌گذارید؟
-هارپاگون: من هر چیز را که دلم بخواهد قایم می‌کنم و هر قدر که بخواهم کشیک می‌دهم. این جاسوس‌ها اعمال مرا تحت نظر می‌گیرند. مبادا از محل پول‌های من هم بوئی برده باشند. نکند تو بروی و در همه‌جا هو بیندازی که من در خانه‌ام پول دارم و مخفی کرده‌ام.
-لافلش: شما پول دارید و مخفی کرده‌اید؟
-هارپاگون: نه، بی‌شعور. منظورم این نبود (پیش خود) اختیار از دستم دررفته‌است، عصبانی شده‌ام. مبادا از روی بدجنسی چو بیندازی که من پول دارم.
-لافلش: حالا که داشتن و نداشتن شما تغییری در وضع ما نمی‌دهد، داشتن آنچه اهمیتی برای ما دارد؟
-هارپاگون: زبان درازی می‌کنی؟ چنان بزنم توی گوشت که زبانت ببرد! (دستش را بلند می‌کند که به او سیلی بزند) گفتم گورت را گم کن.
-لافلش: خیلی خوب! می‌روم!
-هارپاگون: صبر کن ببینم چیزی از اموال من نبرده باشی.
-لافلش: چه چیزتان را ممکن است ببرم؟
-هارپاگون: بیا این‌جا ببینم دستهایت را به من نشان بده.
-لافلش: بفرمائید.
-هارپاگون: بقیهٔ دست‌هایت را.
-لافلش: بقیهٔ دست‌هایم را؟
-هارپاگون: آره.
-لافلش: بفرمائید!
-هارپاگون: تو چیزی مخفی نکرده‌ای؟
-لافلش: خودتان نگاه کنید.
خسیس، ترجمهٔ بهرامیان (از روی متن ساده شدۀ فرانسه Texte en français facile)

## ترجمه
- خسیس - مترجم: محمدعلی جمال‌زاده - ناشر: علمی و فرهنگی -۱۳۸۶
- خسیس = L'avare - مترجم: جمشید بهرامیان (مترجم) - ناشر: بهرامیان -۱۳۸۷
- خسیس-مترجم:محمد حاتمی -ناشر:ندای الهی۱۳۹۵